# Cape Shirreff
Cape Shirreff är en udde i Antarktis. Den ligger i Sydshetlandsöarna. Argentina, Chile och Storbritannien gör anspråk på området. 
Cape Shirreff är en prominent udde i norra änden av den steniga halvön som skiljer Hero Bay från Barclay Bay på Livingstonöns norra kust. Udden kartlades 17 januari 1820 av Edward Bransfield som namgav den efter dåvarande kapten (senare konteramiral) William Henry Shirreff som var den brittiska befälhavaren i Stilla havet.